# Tag des offenen Denkmals

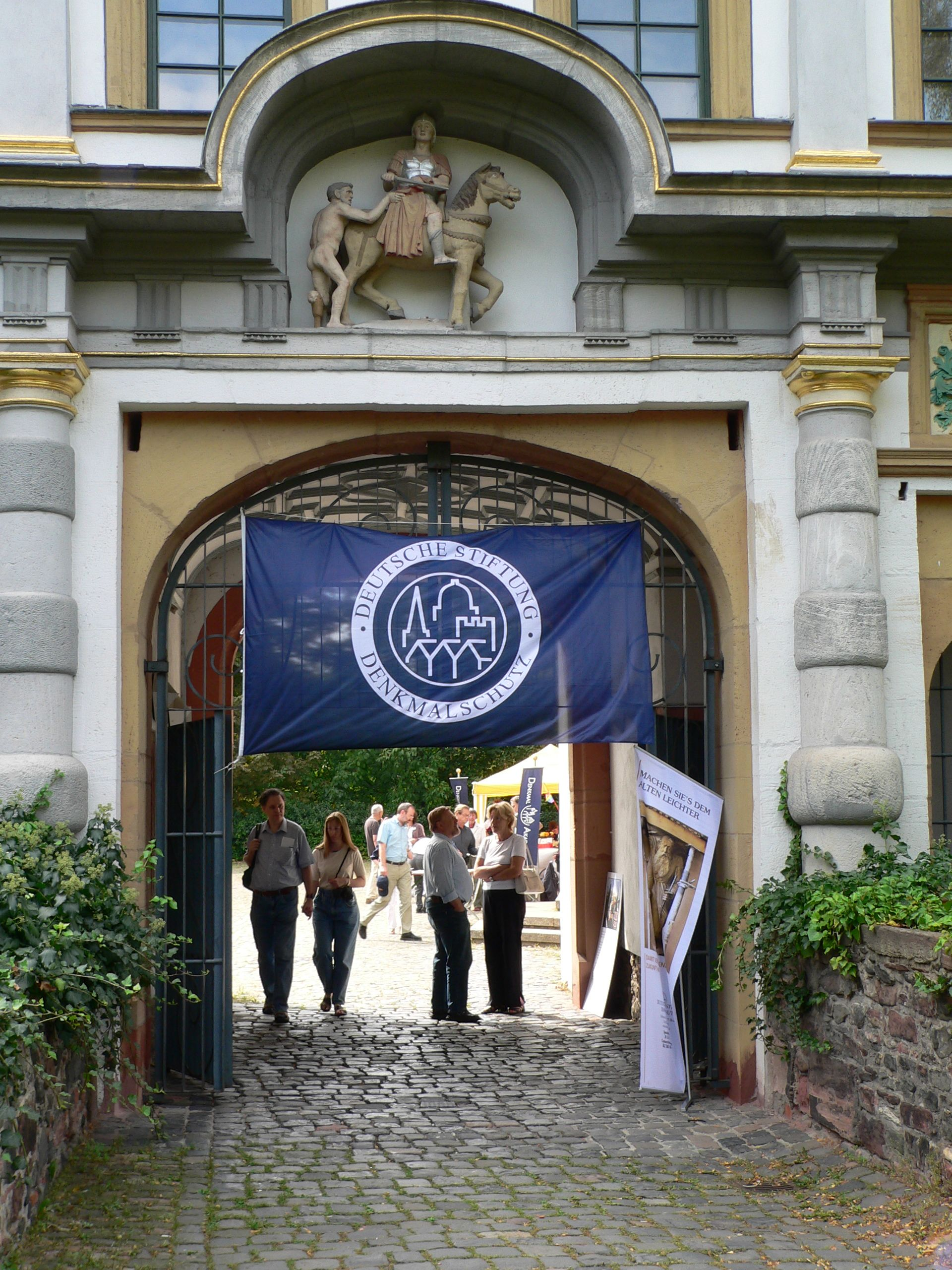
Tag des offenen Denkmals 2006 im Höchster Schloß, Frankfurt am Main

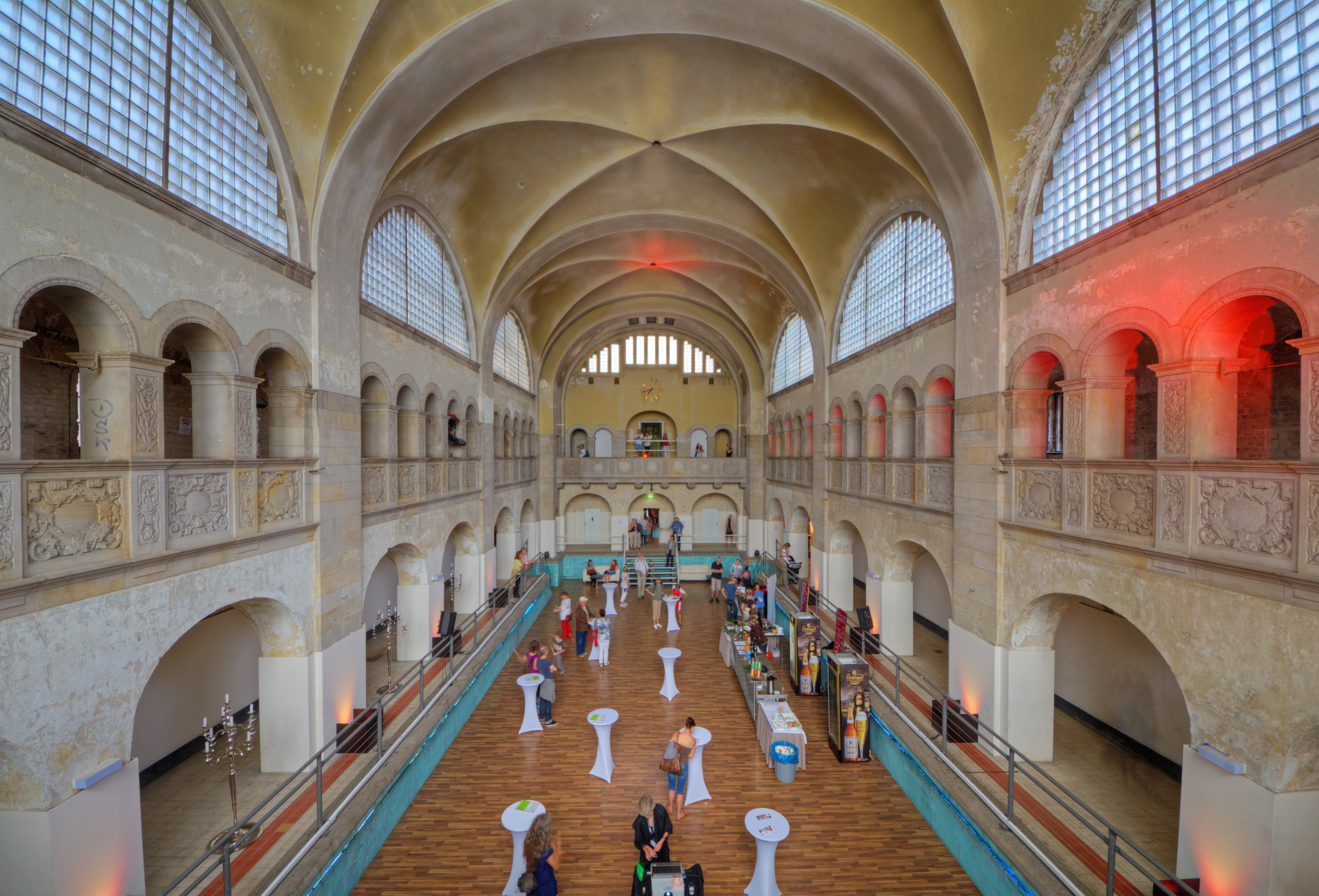
Tag des offenen Denkmals 2012 im Stadtbad Prenzlauer Berg in Berlin

Der Tag des offenen Denkmals wird seit 1993 bundesweit durch die Deutsche Stiftung Denkmalschutz koordiniert. Der Aktionstag, an dem viele sonst nicht zugängliche Denkmale für die Bürger geöffnet werden, findet jährlich am zweiten Sonntag im September statt und verzeichnet jeweils mehrere Millionen Besucher.

## Beschreibung
Ziel des Aktionstages ist es, die Bedeutung des baukulturellen Erbes erlebbar zu machen. Der Aktionstag ist der deutsche Beitrag zu den europaweit stattfindenden European Heritage Days und wird seit 1993 von der Deutschen Stiftung Denkmalschutz organisiert. Am Tag des offenen Denkmals sind viele sonst nicht zugängliche Denkmale geöffnet. Jedes Jahr öffnen rund 7.500 Denkmale in über 2.700 Kommunen an diesem Tag. Vielerorts werden Führungen angeboten. „Tag des offenen Denkmals“ ist eine geschützte Marke der Deutschen Stiftung Denkmalschutz.

## Geschichte
Die Idee eines Denkmaltages stammt aus Frankreich. 1984 rief der damalige Kulturminister Jack Lang die Tage der offenen Türen in historischen Sehenswürdigkeiten (Journées Portes ouvertes dans les monuments historiques) ins Leben, welche nunmehr als Journées Européennes du Patrimoine bezeichnet werden. Aufgrund der großen Resonanz folgten in den nächsten Jahren weitere Länder dem Beispiel. 1991 griff der Europarat diese Initiativen auf und begründete offiziell die European Heritage Days.

30 Jahre Tag des offenen Denkmals

In Deutschland machte Gottfried Kiesow, der damalige Präsident des Landesamtes für Denkmalpflege Hessen, 1991 den Anfang mit einem Tag der offenen Tür in hessischen Baudenkmälern. 1992 schloss sich die Stadt Halle an. Kiesow, damals stellvertretender Vorsitzender der Deutschen Stiftung Denkmalschutz, schlug der Stiftung vor, sich das Anliegen zu eigen zu machen und einen landesweiten Tag des offenen Denkmals zu koordinieren. Dies geschah erstmals 1993. Bei der Durchführung orientierte man sich an den Open Monumentendagen in den Niederlanden. Der Aufruf fand ein großes Echo: Bereits im ersten Jahr öffneten 3500 Baudenkmäler in 1200 Städten und Gemeinden ihre Türen. Etwa 2 Millionen Besuche waren zu verzeichnen.
1998 fand in Quedlinburg erstmals eine offizielle Eröffnung der Veranstaltung statt. Seit 1999 steht der Tag unter einem bestimmten Leitwort.
Im Jahr 2006 wurde der Tag des offenen Denkmals als „Ausgezeichneter Ort“ der Kampagne „Deutschland – Land der Ideen“ prämiert.
2020 fand der bundesweite Tag des offenen Denkmals aufgrund der COVID-19-Pandemie in Deutschland erstmals virtuell statt. Auf der Webseite zur Veranstaltung hatten Denkmaleigentümer aus dem gesamten Bundesgebiet mehr als 1200 Beiträge für virtuelle Besucher platziert.

## Programm
Der Aktionstag wird jedes Jahr in einer anderen Stadt eröffnet. Er wird durch mehrere tausend Initiativen und Partner vor Ort getragen – vom ehrenamtlichen Helfer bis zum Landesdenkmalamt. Neben privaten Denkmaleigentümern nehmen mehr als 2.600 Kommunen teil.
Private und öffentliche Denkmaleigentümer können ihr Denkmal jährlich bis zum 15. Juli bei der Deutschen Stiftung Denkmalschutz als Programmangebot anmelden. Voraussetzung für die Teilnahme ist, dass der Besuch des Denkmals am Aktionstag kostenfrei ist. Das Gesamtprogramm, das jedes Jahr zwischen 7000 und 8000 geöffnete Denkmale umfasst, wird ab August veröffentlicht.
Bis 2017 gab es den Jugend-Fotowettbewerb „Fokus Denkmal“. Jugendliche bis 20 Jahre konnten hier passend zum Jahresmotto ihre Fotos einreichen. Eine Jury aus Denkmalexperten prämierte die drei besten Fotos, die mit einem Preisgeld von je 300 Euro dotiert waren.

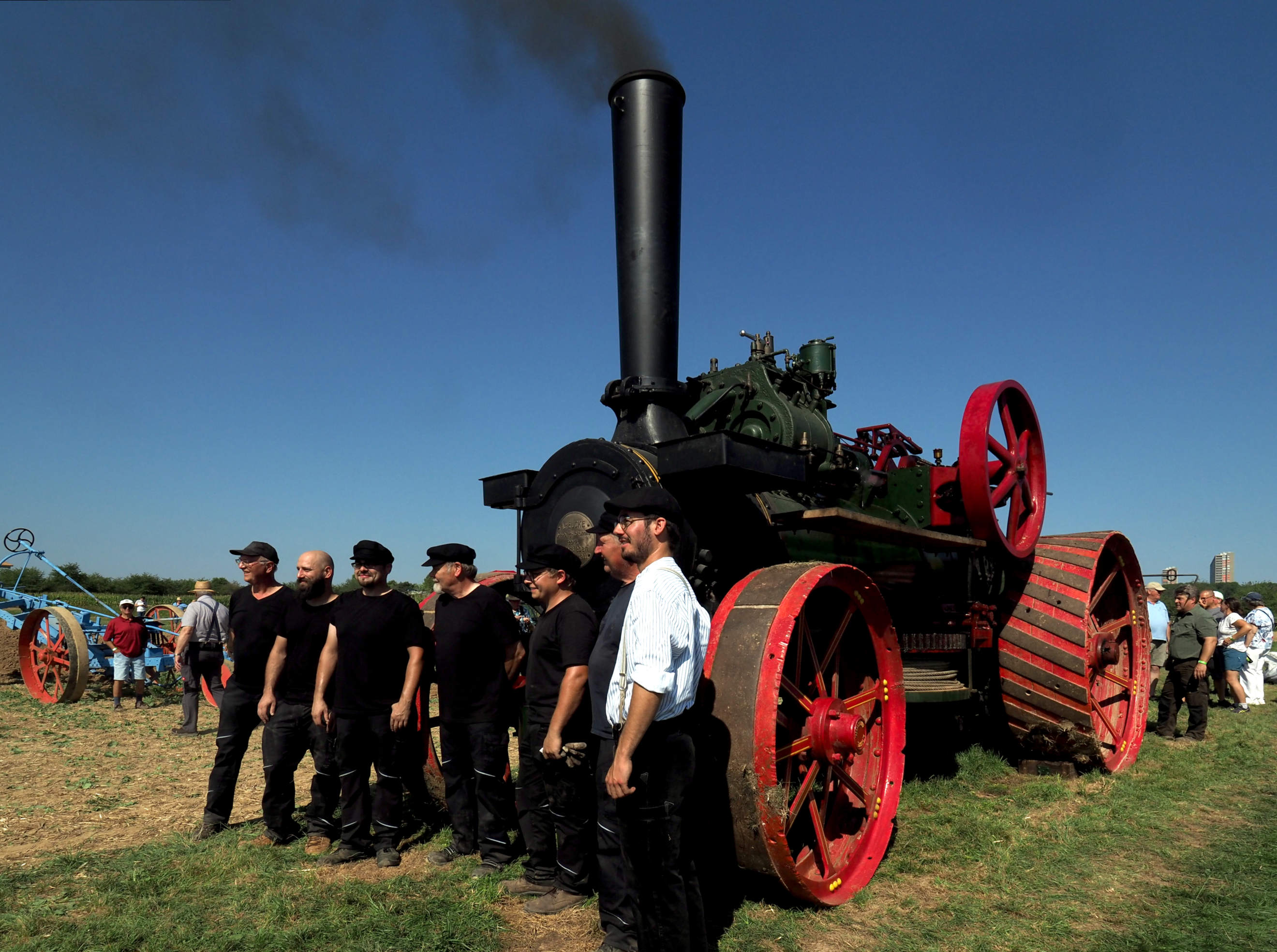
Dampfpflug in Betrieb im Deutschen Landwirtschaftsmuseum, 2023

## Mottos

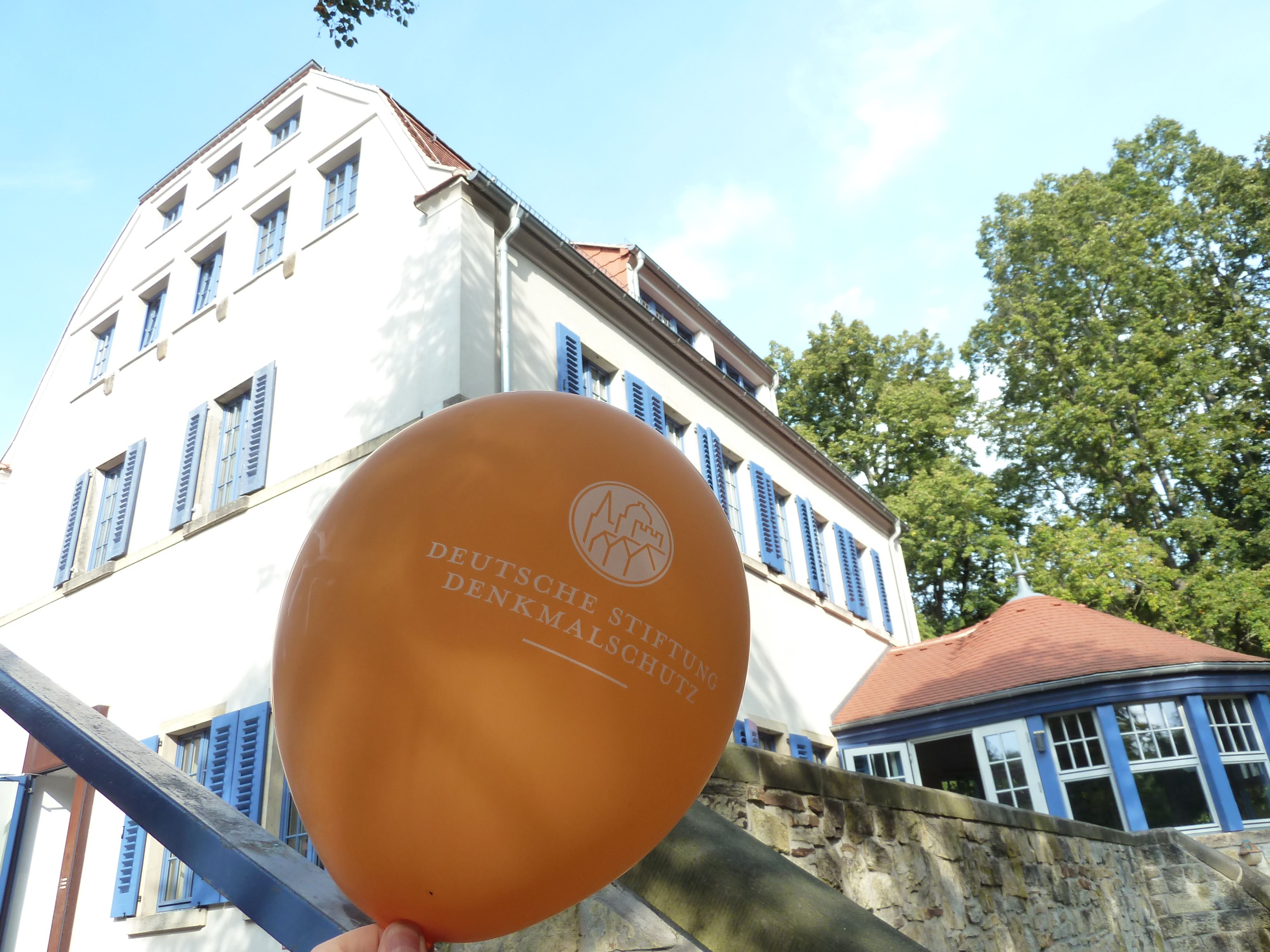
Die Waldschänke Hellerau am Tag des Offenen Denkmals 2021

Jährlich wählt die Deutsche Stiftung Denkmalschutz ein Motto aus, um neue Aspekte der Denkmalpflege in den Blickpunkt zu rücken.
Für Detailinformationen zu den Mottos, siehe Liste der Tage des offenen Denkmals.
- 1999: Europa – ein gemeinsames Erbe
- 2000: Alte Bauten – Neue Chancen
- 2001: Denkmal als Schule – Schule als Denkmal
- 2002: Ein Denkmal steht selten allein – Straßen, Plätze und Ensembles
- 2003: Geschichte hautnah – Wohnen im Baudenkmal
- 2004: Wie läuft’s? – Schwerpunktthema Wasser
- 2005: Krieg und Frieden
- 2006: Rasen, Rosen und Rabatten – Historische Gärten und Parks
- 2007: Orte der Einkehr und des Gebets – Historische Sakralbauten
- 2008: Vergangenheit aufgedeckt – Archäologie und Bauforschung
- 2009: Historische Orte des Genusses
- 2010: Kultur in Bewegung – Reisen, Handel und Verkehr
- 2011: Romantik, Realismus, Revolution – Das 19. Jahrhundert
- 2012: Holz
- 2013: Jenseits des Guten und Schönen: Unbequeme Denkmale?
- 2014: Farbe
- 2015: Handwerk, Technik, Industrie
- 2016: Gemeinsam Denkmale erhalten
- 2017: Macht und Pracht
- 2018: Entdecken, was uns verbindet
- 2019: Modern(e): Umbrüche in Kunst und Architektur
- 2020: Chance Denkmal: Erinnern. Erhalten. Neu denken.
- 2021: Sein und Schein – in Geschichte, Architektur und Denkmalpflege
- 2022: KulturSpur. Ein Fall für den Denkmalschutz
- 2023: Talent Monument
- 2024: Wahr-Zeichen. Zeitzeugen der Geschichte
- 2025: Wert-voll: unbezahlbar oder unersetzlich?

## Verbundene Gedenktage
Seit 2021 findet gleichzeitig mit dem Tag des offenen Denkmals der Deutsche Orgeltag statt. Ziel der Initiative ist es, das öffentliche Bewusstsein zum Thema Orgel zu stärken. Der Deutsche Orgeltag findet jedes Jahr ebenfalls am zweiten Sonntag im September statt.